# Il tetto
Il tetto è un film del 1956 diretto da Vittorio De Sica, presentato in concorso al 9º Festival di Cannes.
È considerato uno degli ultimi del filone neorealista ed è l'ultimo film neorealista di Vittorio De Sica. Il film documenta la crisi abitativa e il fenomeno dei baraccati e dell'autocostruzione a Roma, estremamente diffuso in quegli anni.. Lo spunto cinematografico è la storia di una coppia di giovani sposi che cerca un tetto dove andare ad abitare: il protagonista Natale Pilon è un giovane muratore sottoproletario emigrato insieme alla famiglia dal Veneto che vuole costruirsi una baracca abusiva ai margini di una borgata sulle sponde dell'Aniene.

## Trama

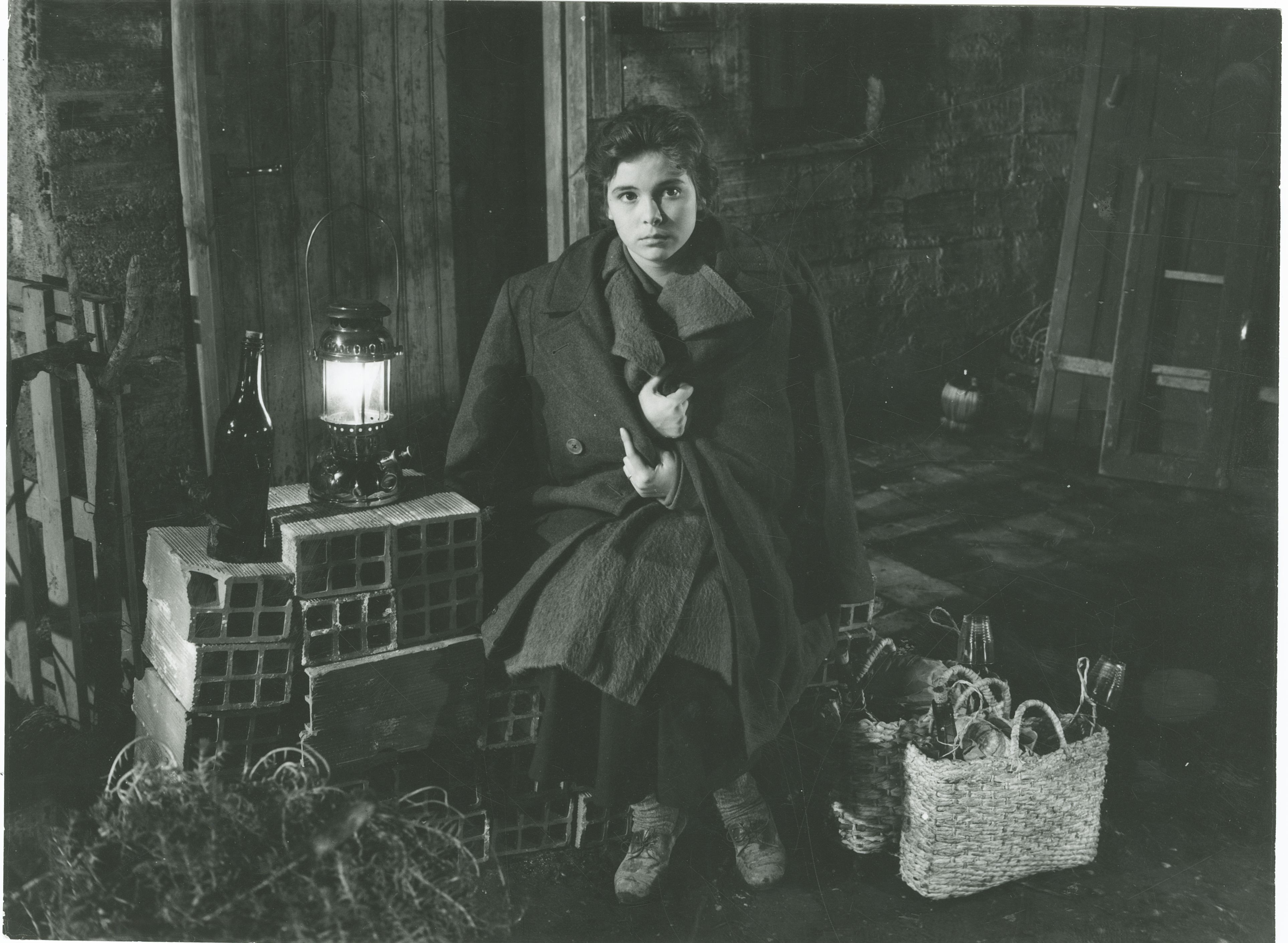
Gabriella Pallotta in una scena del film

Una scena del film

Luisa e Natale si sposano. Lui, muratore, fa parte di una numerosa famiglia veneta trasferita a Roma; lei viene da un paese di pescatori e fino al matrimonio ha lavorato nella capitale come donna di servizio. L'armonia degli sposi è subito turbata da problemi economici: il padre di Luisa, offeso perché la figlia non ha chiesto il suo consenso alle nozze, rifiuta di aiutarli, e i due giovani sono costretti a vivere nella casa di lui, il che comporta mancanza di intimità e rapporti tesi con Cesare, il marito della sorella di Natale, uomo onesto e lavoratore (è muratore come il cognato) ma dal pessimo carattere.
Dopo aver lasciato la casa paterna e cercato inutilmente un altro alloggio per sé e la moglie, Natale decide di fabbricare abusivamente una baracca ai margini di una borgata. La legge prevede che un edificio abitato, anche se costruito senza alcun permesso, non possa essere distrutto se è provvisto di tetto: del resto nella stessa zona la costruzione di baracche abusive è la prassi per molti poveracci, e l'unico problema è che la costruzione dev'essere completata in una sola notte, per evitare i controlli di polizia molto frequenti durante il giorno.
Natale, d'accordo con i suoi colleghi muratori, si procura il materiale e inizia i lavori. A notte alta però la baracca è ancora lontana dall'essere terminata. L'intervento decisivo di Cesare, chiamato in extremis, permette di portare l'opera a compimento: o meglio, non del tutto, perché all'alba il tetto non è ancora terminato. All'arrivo della polizia, Luisa si fa trovare a letto con un bambino, offerto da una vicina impietosita, per cercare di scongiurare lo sgombero; il poliziotto, benché si renda conto che il tetto non è completato, decide di chiudere un occhio, e la coppia può affrontare il futuro contando se non altro su questo modesto alloggio.

## Produzione
Il film venne girato lungo le sponde dell'Aniene, nel borghetto dove oggi si eleva il Ponte delle Valli.

## Accoglienza

### Incassi
Incasso accertato sino a tutto il 31 marzo 1959 £ 230.553.240

### Critica
(Gianni Rondolino)

## Restauro
Il film è stato restaurato nel 1999 grazie all'Associazione amici di Vittorio De Sica e curato da Manuel De Sica. La pellicola restaurata è stata poi proiettata il 4 aprile 2004 al Teatro Morlacchi di Perugia.

## Riconoscimenti
Nel 1959 il National Board of Review of Motion Pictures l'ha inserito nella lista dei migliori film stranieri dell'anno.
- 1956 - Festival di Cannes
  - Premio OCIC
- 1957 - Nastro d'argento
  - Miglior sceneggiatura